# Coupe de France de cyclo-cross 2024
De Coupe de France de cyclo-cross 2024 was het 42ste seizoen van het regelmatigheidscriterium in het veldrijden. De Coupe de France werd georganiseerd door de Franse Wielerbond FFC en bestond enkel uit crossen in Frankrijk van UCI categorie 2.

## Locaties
De Franse bekerwedstrijden werden in vier weekenden georganiseerd. Telkens werd op zowel de zaterdag als de zondag een veldrit in dezelfde plaats, op hetzelfde parkoers verreden.
1) 19/20 oktober - Nommay
2) 9/10 november - Pierric
3) 23/24 november - Troyes
4) 14/15 december - La Ferté-Bernard

## Puntenverdeling
Voor de categorieën mannen elite, vrouwen elite, mannen beloften, jongens junioren en meisjes junioren kreeg de top veertig punten aan de hand van de volgende tabel:
| Positie | 1  | 2  | 3  | 4  | 5  | 6  | 7  | 8  | 9  | 10 | 11 | 12 | 13 | 14 | 15 | 16 | 17 | 18 | 19 | 20 |
| Punten  | 45 | 42 | 40 | 39 | 38 | 37 | 36 | 35 | 34 | 33 | 32 | 31 | 30 | 29 | 28 | 27 | 26 | 25 | 24 | 23 |
|         |    |    |    |    |    |    |    |    |    |    |    |    |    |    |    |    |    |    |    |    |
| Positie | 21 | 22 | 23 | 24 | 25 | 26 | 27 | 28 | 29 | 30 | 31 | 32 | 33 | 34 | 35 | 36 | 37 | 38 | 39 | 40 |
| Punten  | 22 | 21 | 20 | 19 | 18 | 17 | 16 | 15 | 14 | 13 | 12 | 11 | 10 | 9  | 8  | 7  | 6  | 5  | 4  | 3  |

In ieder klassement van de Coupe de France werd aan de hand van de gewonnen punten in de acht wedstrijden een eindklassement opgemaakt. De veldrijder met het hoogste aantal punten in zijn klassement werd als winnaar van de Coupe de France uitgeroepen.

## Podia eindklassementen
| Categorie        | Winnaars       | Tweede          | Derde             |
| ---------------- | -------------- | --------------- | ----------------- |
| Mannen elite     | David Menut    | Tony Periou     | Lucas Dubau       |
| Mannen beloften  | Aubin Sparfel  | Tristan Verrier | Jules Simon       |
| Mannen junioren  | Florian Fery   | Gaël Guillaume  | Baptiste Carrere  |
| Vrouwen elite    | Amandine Vidon | Noemie Garnier  | Amandine Muller   |
| Vrouwen junioren | Lison Desprez  | Laly Pichon     | Penelope Aguillon |

## Mannen elite

### Kalender en podia
| Datum            | Locatie                                       | Cat. | Winnaar         | Tweede         | Derde             | Leider in het klassement |       |
| ---------------- | --------------------------------------------- | ---- | --------------- | -------------- | ----------------- | ------------------------ | ----- |
| 19 oktober 2024  | Cyclocross Nommay, Nommay                     | C2   | Loris Rouiller  | David Menut    | Fabien Doubey     | Loris Rouiller           | [ 1 ] |
| 20 oktober 2024  | Cyclocross Nommay, Nommay                     | C2   | Loris Rouiller  | Fabien Doubey  | Rémi Lelandais    | Loris Rouiller           | [ 2 ] |
| 09 november 2024 | Cyclocross Pierric, Pierric                   | C2   | Timothé Gabriel | David Menut    | Joshua Dubau      | David Menut              | [ 3 ] |
| 10 november 2024 | Cyclocross Pierric, Pierric                   | C2   | David Menut     | Rémi Lelandais | Timothé Gabriel   | David Menut              | [ 4 ] |
| 23 november 2024 | Cyclocross Troyes, Troyes                     | C2   | David Menut     | Tony Periou    | Joshua Dubau      | David Menut              | [ 5 ] |
| 24 november 2024 | Cyclocross Troyes, Troyes                     | C2   | David Menut     | Loris Rouiller | Clément Venturini | David Menut              | [ 6 ] |
| 14 december 2024 | cyclocross La Ferté Bernard, La Ferté-Bernard | C2   | Joshua Dubau    | David Menut    | Lucas Dubau       | David Menut              | [ 7 ] |
| 15 december 2024 | cyclocross La Ferté Bernard, La Ferté-Bernard | C2   | David Menut     | Tony Periou    | Joshua Dubau      | David Menut              | [ 8 ] |

## Vrouwen elite

### Kalender en podia
| Datum            | Locatie                                       | Cat. | Winnares           | Tweede             | Derde              | Leidster in het klassement |        |
| ---------------- | --------------------------------------------- | ---- | ------------------ | ------------------ | ------------------ | -------------------------- | ------ |
| 19 oktober 2024  | Cyclocross Nommay, Nommay                     | C2   | Marie Schreiber    | Hélène Clauzel     | Célia Gery         | Marie Schreiber            | [ 9 ]  |
| 20 oktober 2024  | Cyclocross Nommay, Nommay                     | C2   | Marie Schreiber    | Hélène Clauzel     | Amandine Fouquenet | Marie Schreiber            | [ 10 ] |
| 09 november 2024 | Cyclocross Pierric, Pierric                   | C2   | Amandine Fouquenet | Noemie Garnier     | Amandine Muller    | Amandine Fouquenet         | [ 11 ] |
| 10 november 2024 | Cyclocross Pierric, Pierric                   | C2   | Célia Gery         | Amandine Fouquenet | Amandine Vidon     | Amandine Fouquenet         | [ 12 ] |
| 23 november 2024 | Cyclocross Troyes, Troyes                     | C2   | Anais Morichon     | Amandine Muller    | Amandine Vidon     | Amandine Vidon             | [ 13 ] |
| 24 november 2024 | Cyclocross Troyes, Troyes                     | C2   | Amandine Vidon     | Anais Morichon     | Noemie Garnier     | Amandine Vidon             | [ 14 ] |
| 14 december 2024 | cyclocross La Ferté Bernard, La Ferté-Bernard | C2   | Noemie Garnier     | Anais Morichon     | Amandine Vidon     | Amandine Vidon             | [ 15 ] |
| 15 december 2024 | cyclocross La Ferté Bernard, La Ferté-Bernard | C2   | Noemie Garnier     | Amandine Vidon     | Amandine Muller    | Amandine Vidon             | [ 16 ] |

Kampioenschappen:  Wereldkampioenschappen ·
 Europese kampioenschappen ·
 Belgische kampioenschappen ·
 Nederlandse kampioenschappen
Klassementen:  Wereldbeker ·
 Superprestige ·
 X²O Badkamers Trofee ·
 HSF System Cup ·
 Trek USCX Series ·
 Coupe de France ·
 National Trophy Series ·
 Copa de España ·
 Swiss Cyclocross Cup ·
 Hope Supercross Series
Overig:  Exact Cross ·  Losse crossen België
1983 · 
1984 · 
1985 · 
1986 · 
1987 · 
1988 · 
1989 · 
1990 · 
1991 · 
1992 · 
1993 · 
1994 · 
1995 · 
1996 · 
1997 · 
1998 · 
1999 ·
2000 · 
2001 · 
2002 · 
2003 · 
2004 · 
2005 · 
2006 · 
2007 · 
2008 · 
2009 · 
2010 · 
2011 · 
2012 · 
2013 · 
2014 · 
2015 · 
2016 · 
2017 · 
2018 ·
2019 ·
2020 · 2021  · 2022 · 2023 · 2024